# Ya no tiene novio
«Ya no tiene novio» es una canción del dúo venezolano Mau & Ricky, que cuenta con la participación del cantante colombiano Sebastián Yatra. Fue lanzada el 10 de agosto de 2018 a través de Universal Music Latin Entertainment.

## Antecedentes y composición
La canción marca una evolución de la popularidad del dúo, después de su éxito a nivel internacional con «Mi mala» y de haber contribuido a la composición de Becky G y Natti Natasha en «Sin pijama». Contó con la participación de Sebastián Yatra bajo la producción de Sky y Tainy.
«Ya no tiene novio» es una canción que destaca el estilo de Yatra y Mau & Ricky. Tiene una duración de tres minutos y diecinueve segundos en su versión original, mientras que su video musical dura cuatro minutos con siete segundos..
Fue escrita por Mauricio Reglero (Mau), Ricardo Reglero (Ricky), Alejandro Ramírez, Edgar Barrera, Roberto Andrade, Camilo Echeverry y Marco Masis, y su producción estuvo a cargo de este último junto a Sky. Cuenta con una segunda versión, la cual se incluye la participación del cantante puertorriqueño Farruko.

## Video musical
El video musical de la canción fue lanzado el 10 de agosto de 2018 en el canal de Sebastián Yatra en YouTube. Fue grabado en la ciudad de Bogotá bajo la dirección de Nuno Gomes. Actualmente cuenta con más de 900 millones de visitas en la plataforma. Es considerado como uno de los mejores videoclips de música urbana, por usar elementos de dirección y producción audiovisual al estilo de la serie Atlanta y de The Walking Dead.

### Sinopsis
En el video musical, se presentan diversos escenarios para la principal temática:
Al inicio, aparece Yatra (interpretándose a sí mismo) que se encuentra en un evento exclusivo de famosos donde se encontraban Mau & Ricky (en el mismo rol) quienes venían con sus acompañantes respectivas. Se ve a Yatra nervioso por razones desconocidas pero aun así, se presenta con Mau y Ricky en el evento.
- En un primer escenario, se ve a Yatra conociendo a la novia de Mau en el evento, donde después de un cruce de miradas y una selfie, se dan un beso. Al ver el beso entre ella y Yatra, Mau se decepciona.
- Hacia un segundo escenario, aparece Mau cerca de un accidente de tránsito donde había chocado con el auto de "Guadaña" (personaje de la serie El cartel del los sapos, interpretado por Julián Arango). Durante el problema a resolver, Mau conoce a la novia de Guadaña, quien se siente atraída por él por lo que, Mau no sólo decide fugarse con la novia de Guadaña sino que también se roba el auto de éste, dejando a Guadaña con el otro auto averiado junto a la policía totalmente molesto.
- En un tercer escenario, se ve a Guadaña en un go-go bar donde solicita el servicio de una bailarina, quien casualmente se encontraba con Ricky. Al ver que la bailarina se fue con Guadaña por dinero, Ricky es quien termina mal.
- Para el cuarto escenario, se ve a Ricky en una piscina, lugar donde se encuentra con Yatra (en otro rol) junto a su novia. En lo que se presentan, Ricky les da ciertas indicaciones para entrar a la piscina. En lo que Yatra y Ricky hablan, se percatan que la novia de Yatra se estaba ahogando en medio de la piscina. Ricky entra a salvarla y rescatarla. Mientras procedía con respiración de boca a boca, ésta logra reaccionar por lo que, en retribución al acto de Ricky, termina besándolo, acción que hace que Yatra se sienta decepcionado.
- Dentro del quinto escenario, se ven a muchas personas en un velatorio, donde aparentemente se ve a Mau (en otro rol) como el fallecido. Mientras se realizaba dicho evento, se ve a Yatra dando las condolencias a la viuda de Mau, mientras el espíritu de éste los observa. En un gesto lascivo por parte de Yatra, el espíritu de Mau los sigue y descubre que Sebastián se encontraba con su esposa besándose tras el salón, por lo que Mau termina molesto.
- Hacia el último escenario, se ve a Mau (aparentemente vivo) en medio de un ambiente post-apocalítico, donde se encontraban Yatra (en un tercer rol) y su novia junto a Ricky (en otro rol). Van huyendo de una persecución de zombis, por lo que logran ocultarse pero se ve que Mau y la novia de Sebastián se encierran en un taller con ventanas rotas. Al salvarse de los zombis, Yatra se percata que Mau está besando a su novia por lo que al igual que en los otros escenarios, termina triste y decepcionado.

En la escena final, se ve a Yatra en el evento inicial, quien se había imaginado los anteriores escenarios con unos posibles resultados. Al ver que podía suceder todo eso, decide presentarse con sus amigos Mau & Ricky pero al conocer a la novia de Ricky, se puede notar que tiene las mismas intenciones como lo tuvo con la novia de Mau por lo que de alguna forma, la historia volvería a repetirse.

## Posicionamiento en listas
| Listas (2018)                        | Mejor posición |
| ------------------------------------ | -------------- |
| Argentina (Monitor Latino)           | 2              |
| Colombia (National-Report)           | 5              |
| Ecuador (National-Report)            | 16             |
| Estados Unidos (Hot Latin Songs)     | 12             |
| Estados Unidos (Hot Latin Airplay)   | 1              |
| Estados Unidos (Hot Latin Pop Songs) | 1              |
| México Airplay (Billboard)           | 21             |
| Uruguay (Monitor Latino)             | 2              |
| Venezuela (National-Report)          | 19             |

## Certificaciones
| País   | Organismo certificador | Certificación | Ventas certificadas | Ref.   |
| ------ | ---------------------- | ------------- | ------------------- | ------ |
| México | AMPROFON               | 2× Diamante   | 600 000             | [ 15 ] |